# 金粤路站
金粤路站位于中华人民共和国上海市浦东新区金桥镇锦锈东路与金粤路交叉口，为上海地铁14号线的地铁车站，附近有锦绣东路金粤路公交站和上海生物科技工业园。

## 车站结构

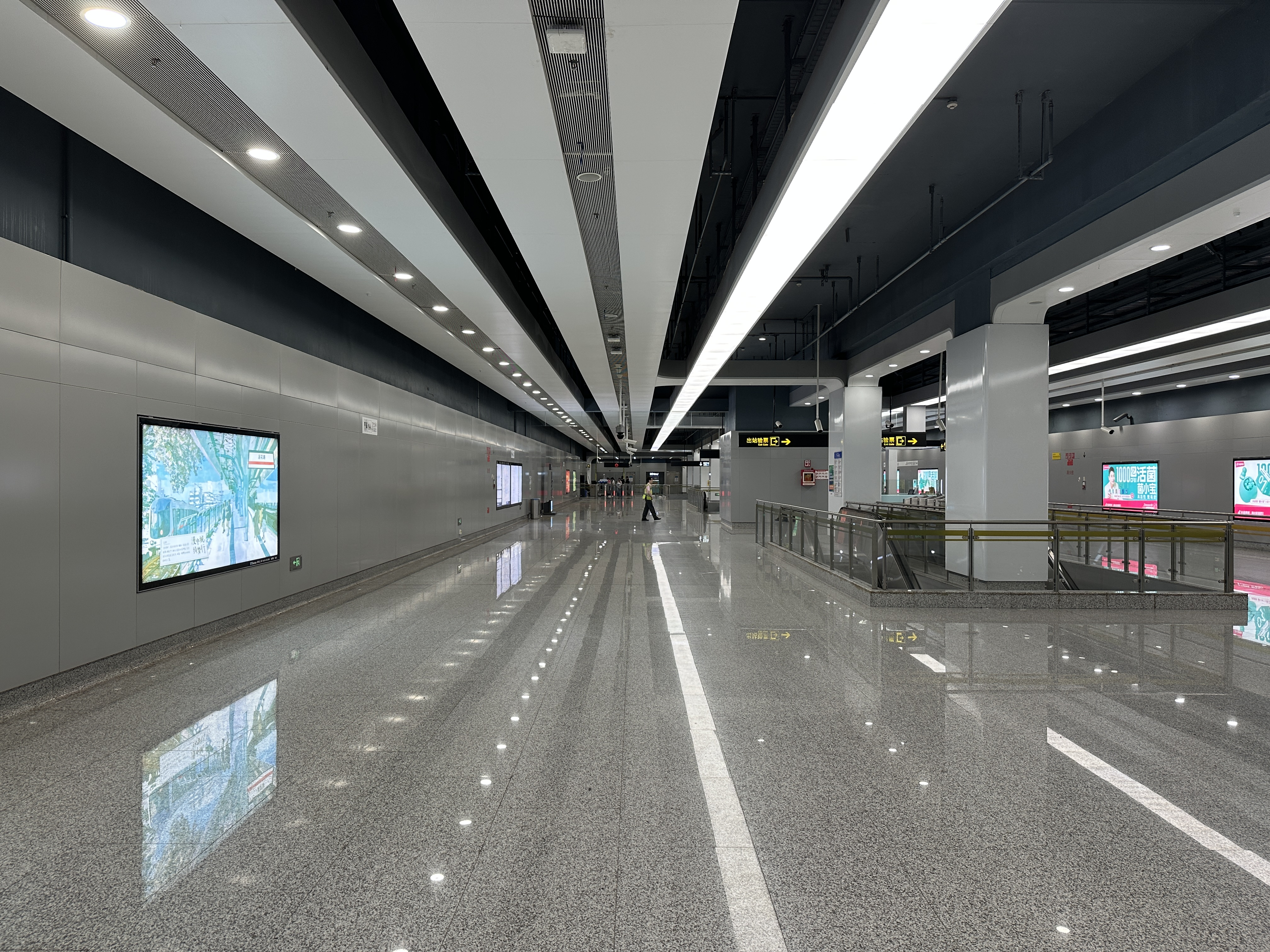
站厅

| 地面层   | 出入口             | 1-4出入口                        |  |  |
| 地下一层 | 站厅               | 票务服务、自动售票机、人工服务台 |  |  |
| 地下二层 | ①站台              | █ 14号线 往封浜（浦东足球场）    |  |  |
|          | 岛式站台，左侧开门 |                                  |  |  |
|          | ②站台              | █ 14号线 往桂桥路（终点站）      |  |  |

## 车站出口
金粵路站共有4个出入口，各出入口如下所示：
| 出口编号            | 出口指示         | 照片 |
| ------------------- | ---------------- | ---- |
| 1 · 出口            | 锦绣东路，金粤路 |      |
| 2 · 出口            | 锦绣东路，金粤路 |      |
| 3 · 出口 · （设有） | 锦绣东路，金粤路 |      |
| 4 · 出口            | 锦绣东路，金粤路 |      |
| 图例： 设有         |                  |      |